# It's All About the Girls
It's All About the Girls è l'EP di debutto del gruppo pop punk statunitense New Found Glory, pubblicato nel 1997.

## Tracce
1. Shadow – 2:32
2. My Solution – 3:20
3. Scraped Knees – 3:56
4. JB – 3:56
5. Standstill – 15:18